# Odezia atrata
Odezia atrata là một loài bướm đêm thuộc họ Geometridae. Nó được tìm thấy ở khắp châu Âu.
Sải cánh dài 23–27 mm. Chiều dài cánh trước là 12–15 mm. Con trưởng thành bay từ tháng 6 đến tháng 8 . Con bướm bay ban ngày, dưới ánh nắng rực rỡ.
The larva feed mainly on pignut.

## Hình ảnh

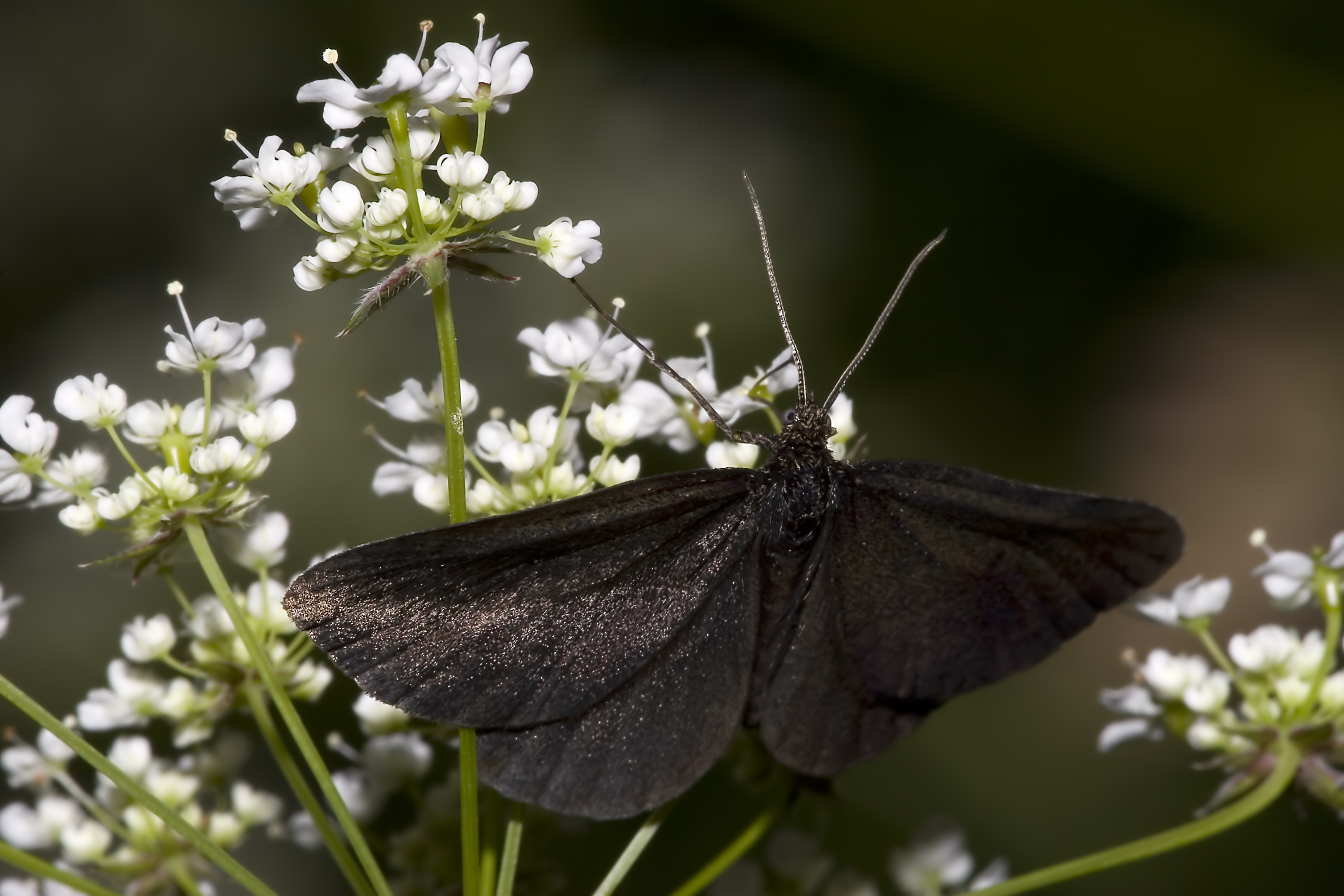
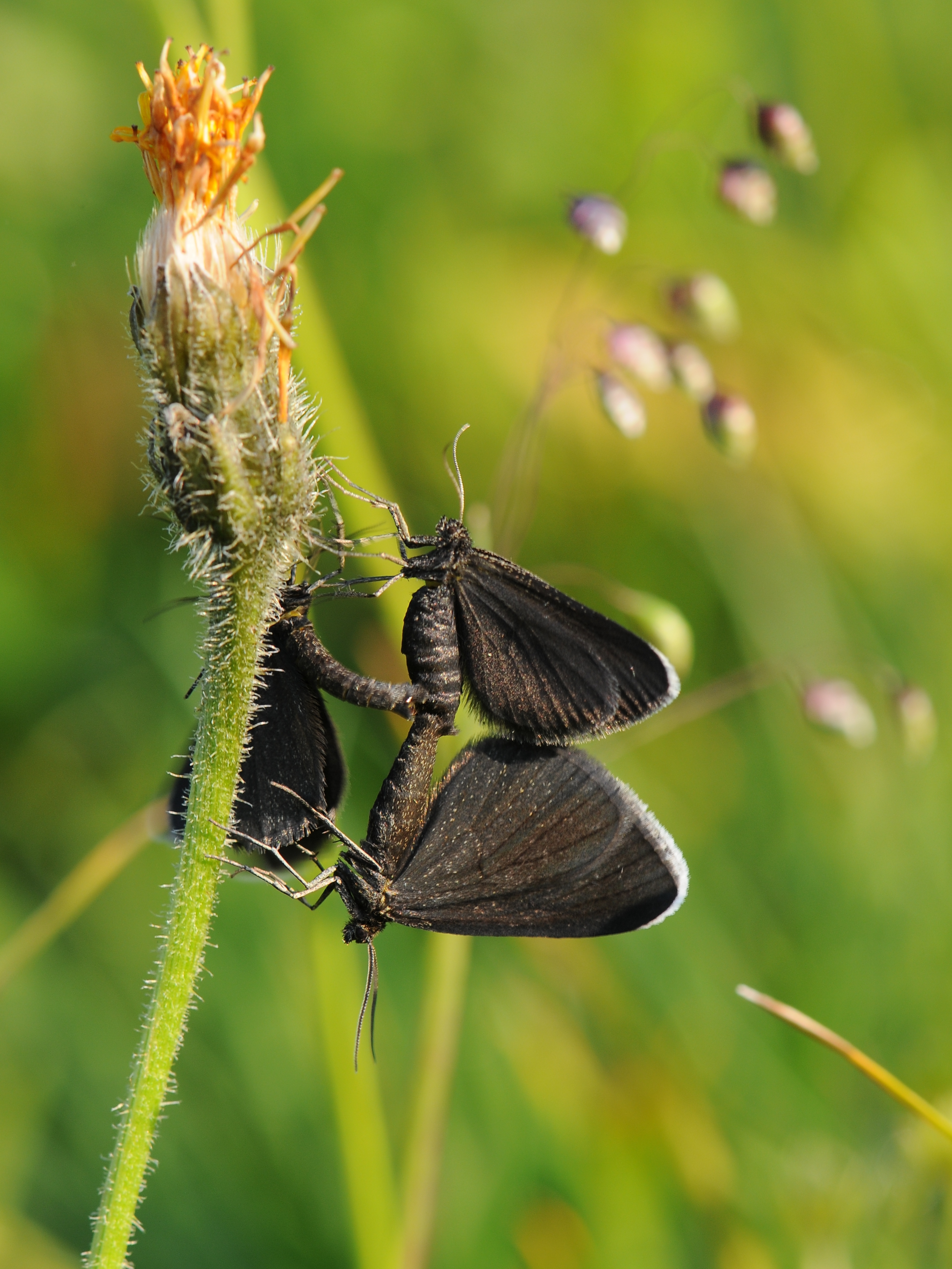
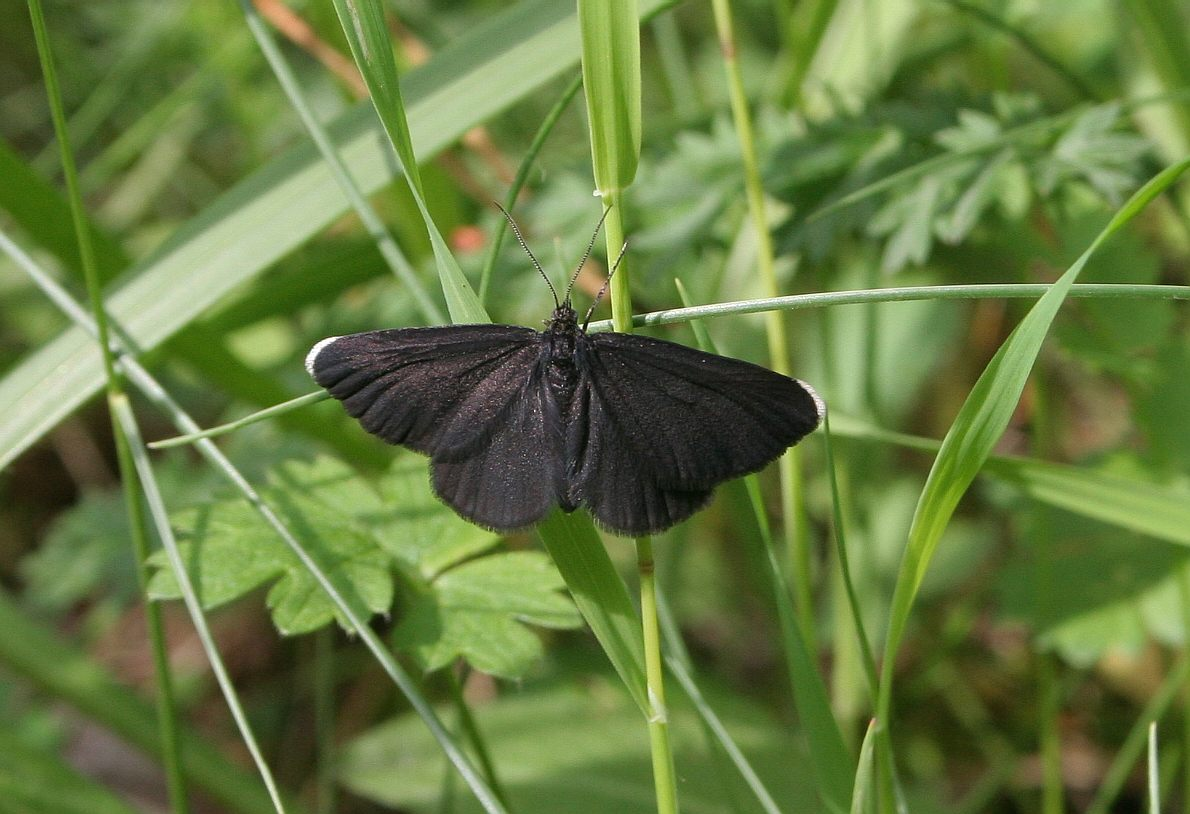